# 藤堂高堅
藤堂 高堅（とうどう たかかた）は、江戸時代中期の大名。伊勢久居藩の第2代藩主。久居藩藤堂家2代。久居陣屋の主。

## 生涯
慶安3年（1650年）2月14日、伊勢津藩主・藤堂高次の四男として生まれる。藤堂高虎の孫に当たる。幼名は正次郎、通称は図書。

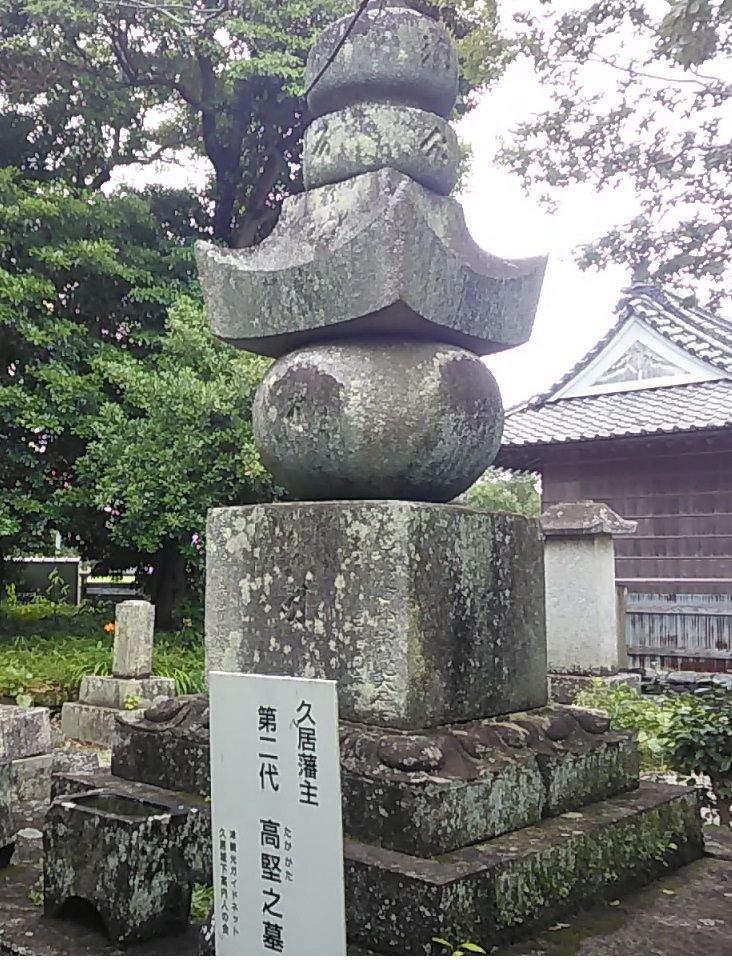
藤堂高堅の墓(津市玉施寺)

寛文9年（1669年）9月29日、兄の高久から伊勢国安濃郡内3000石を分与されて、寄合に所属する旗本となる。同年10月23日、将軍徳川家綱に御目見する。元禄10年（1697年）10月5日、兄の久居藩初代藩主・高通が死去したとき、三男の高敏が幼少だったため、高敏が成長するまでの間の代つなぎとして跡を継ぐこととなった。このとき、自分が領していた3000石を合わせて久居藩は5万3000石となる。しかし後に高敏が本家の津藩主を継いだため、そのまま久居藩主として留任することとなった。同年10月15日、将軍徳川綱吉に御目見する。同年12月15日、従五位下・備前守に叙任する。
元禄10年（1697年）に江戸本所倉庫の防火使、元禄11年（1698年）に浅草倉庫の防火使になる。しかし元禄16年（1703年）、正徳3年（1713年）に江戸屋敷が焼失している。正徳5年（1715年）6月14日に江戸で死去した。享年66。

## 系譜
父母
- 藤堂高次（実父）
- 黒川氏（香雲院） − 側室（実母）
- 藤堂高通（養父）

側室
- 小林氏（春光院）

子女
- 藤堂高陳（長男）生母は小林氏（側室）
- 辰
- 冬